# 卵黄膜
卵黄膜是一个处于卵膜（卵细胞的细胞膜）外面的结构。在一些动物中（比如鸟类），卵黄膜包裹的除了卵细胞，还有细胞外的蛋黃。卵黄膜主要由蛋白质纤维组成。纤维上带有用来识别精子的蛋白质受体，用来被精子的细胞膜上的受体识别。这些受体存在物种差异，从而防止不同物种之间的繁殖。哺乳动物的卵黄膜叫做透明带。在卵黄膜和卵膜之间的空间含液体，叫做卵周间隙。
精子和卵细胞结合时会发生訊息傳遞，导致卵细胞内的钙离子浓度上升，引发皮层反应：卵细胞会通过胞吐释放出皮层颗粒的内容物，使得卵黄膜变硬成为受精膜，以此挡住更多的精子。这是多精受精的慢速阻断。
在昆虫中，卵黄膜被称为vitelline envelope，是绒毛膜的内层。

## 结构
脊索动物的卵黄膜含有和人类透明带糖蛋白（类透明带域，“ZP域蛋白”）同源的结构性糖蛋白。
软体动物的卵黄膜也有ZP域蛋白。